# Ross County Football Club 2010-2011
Questa voce raccoglie le informazioni riguardanti il Ross County Football Club nelle competizioni ufficiali della stagione 2010-2011.

## Stagione
In campionato rischiò la retrocessione in Scottish First Division, finendo ottavo. Sia in Coppa di Scozia che in Coppa di Lega fu eliminato dal Dundee Utd.

## Rosa
| N. |                             | Ruolo | Calciatore        |
| -- | --------------------------- | ----- | ----------------- |
| 3  | Scozia (bandiera)           | C     | Marc Fitzpatrick  |
| 5  | Scozia (bandiera)           | D     | Scott Boyd        |
| 7  | Scozia (bandiera)           | C     | Stuart Kettlewell |
| 8  | Scozia (bandiera)           | C     | Paul Lawson       |
| 10 | Scozia (bandiera)           | C     | Richard Brittain  |
| 11 | Scozia (bandiera)           | C     | Iain Vigurs       |
| 15 | Scozia (bandiera)           | C     | Mark Corcoran     |
| 16 | Scozia (bandiera)           | A     | Steven Craig      |
| -  | Irlanda del Nord (bandiera) | P     | Michael McGovern  |
| -  | Fær Øer (bandiera)          | D     | Atli Gregersen    |
| -  | Scozia (bandiera)           | D     | Scott Morrison    |

| N. |                             | Ruolo | Calciatore       |
| -- | --------------------------- | ----- | ---------------- |
| -  | Scozia (bandiera)           | D     | Darren McCormack |
| -  | Irlanda del Nord (bandiera) | D     | Johnny Flynn     |
| -  | Irlanda (bandiera)          | D     | Graham Gartland  |
| -  | Scozia (bandiera)           | D     | Jason Marr       |
| -  | Scozia (bandiera)           | C     | Gary Miller      |
| -  | Scozia (bandiera)           | A     | Paul di Giacomo  |
| -  | Scozia (bandiera)           | A     | Steven Milne     |
| -  | Scozia (bandiera)           | A     | Andy Barrowman   |
| -  | Scozia (bandiera)           | A     | Darren Smith     |
| -  | Scozia (bandiera)           | A     | Michael Gardyne  |
| -  | Scozia (bandiera)           | A     | Garry Wood       |
| -  | Scozia (bandiera)           | A     | Martin Scott     |

## Risultati

### Scottish First Division
| Arbitro: | Brian Winter |

|  |           |                                         |
|  | Marcatori | 52’ Michael Gardyne 82’ Paul di Giacomo |

| Arbitro: | Iain Brines |

|  |           |                |
|  | Marcatori | 36’ Ryan Flynn |

| Dundee 21 agosto 2010, ore 16:00 3ª giornata | Dundee        | 0 – 0 referto | Ross County | Dens Park (3.946 spett.)\| Arbitro: \| Craig Thomson \| |
| Arbitro:                                     | Craig Thomson |               |             |                                                         |

| Arbitro: | Crawford Allan |

|                                                   |           |  |
| Rocco Quinn 2’ Ryan Conroy 22’ Willie McLaren 89’ | Marcatori |  |

| Dingwall 11 settembre 2010, ore 16:00 5ª giornata | Ross County | 0 – 0 referto | Raith Rovers | Global Energy Stadium (2.500 spett.)\| Arbitro: \| Anthony Law \| |
| Arbitro:                                          | Anthony Law |               |              |                                                                   |

| Arbitro: | Mat Northcroft |

|                                                  |           |                  |
| Garry Wood 22’ Scott Morrison 38’ Garry Wood 50’ | Marcatori | 41’ Gordon Smith |

| Greenock 25 settembre 2010, ore 16:00 7ª giornata | Greenock Morton  | 0 – 0 referto | Ross County | Cappielow Park (1.632 spett.)\| Arbitro: \| Thomas Robertson \| |
| Arbitro:                                          | Thomas Robertson |               |             |                                                                 |

| Arbitro: | David Somers |

|  |           |                                   |
|  | Marcatori | 14’ Paddy Boyle 84’ Chris Erskine |

| Arbitro: | Steven McLean |

|                                                       |           |                                 |
| Wullie Gibson 28’ Pat Clarke 44’ Steven McDougall 90’ | Marcatori | 25’ Scott Boyd 48’ Steven Craig |

| Arbitro: | Brian Winter |

|                   |           |  |
| Jamie Mole 90'+3’ | Marcatori |  |

| Arbitro: | Brian Colvin |

|                 |           |                     |
| Iain Vigurs 81’ | Marcatori | 18’ Colin McMenamin |

| Arbitro: | Douglas McDonald |

|  |           |                    |
|  | Marcatori | 27’ Andy Barrowman |

| Arbitro: | Stevie O'Reilly |

|  |           |                                                         |
|  | Marcatori | 18’ Leigh Griffiths 51’ Nicky Riley 75’ Leigh Griffiths |

| Stirling 1º marzo 2011, ore 20:30 14ª giornata | Stirling Albion  | 0 – 0 referto | Ross County | Forthbank Stadium (514 spett.)\| Arbitro: \| Craig Charleston \| |
| Arbitro:                                       | Craig Charleston |               |             |                                                                  |

| Arbitro: | Iain Brines |

|                                      |           |                                    |
| Andy Barrowman 23’ Scott Boyd 90'+5’ | Marcatori | 26’ Brian Graham 31’ Allan Jenkins |

| Arbitro: | Steve Conroy |

|                   |           |                             |
| Chris Erskine 41’ | Marcatori | 19’ (rig.) Richard Brittain |

| Dingwall 22 febbraio 2011, ore 20:45 17ª giornata | Ross County    | 0 – 0 referto | Dunfermline | Global Energy Stadium (2.198 spett.)\| Arbitro: \| Mat Northcroft \| |
| Arbitro:                                          | Mat Northcroft |               |             |                                                                      |

| Arbitro: | Brian Winter |

|                |           |                             |
| Jason Marr 30’ | Marcatori | 52’ (aut.) Marc Fitzpatrick |

| Arbitro: | Frank McDermott |

|                                           |           |  |
| Matt Lockwood 28’ (rig.) Gary Harkins 83’ | Marcatori |  |

| Arbitro: | Steven Nicholls |

|  |           |                  |
|  | Marcatori | 65’ Laurie Ellis |

| Arbitro: | Eddie Smith |

|  |           |                     |
|  | Marcatori | 29’ Michael Gardyne |

| Arbitro: | Charlie Richmond |

|                                  |           |                  |
| Derek Lyle 59’ Allan Jenkins 82’ | Marcatori | 38’ Steven Craig |

| Dingwall 12 febbraio 2011, ore 16:00 23ª giornata | Ross County  | 0 – 0 referto | Stirling Albion | Global Energy Stadium (2.114 spett.)\| Arbitro: \| Gary Hilland \| |
| Arbitro:                                          | Gary Hilland |               |                 |                                                                    |

| Arbitro: | Steven McLean |

|                      |           |                    |
| Andy Kirk 81’ (rig.) | Marcatori | 67’ Andy Barrowman |

| Dingwall 26 febbraio 2011, ore 16:00 25ª giornata | Ross County        | 0 – 0 referto | Partick Thistle | Global Energy Stadium (1.918 spett.)\| Arbitro: \| Dr John McKendrick \| |
| Arbitro:                                          | Dr John McKendrick |               |                 |                                                                          |

| Arbitro: | George Salmond |

|                                         |           |                  |
| Richard Brittain 24’ Andy Barrowman 87’ | Marcatori | 37’ Mark Stewart |

| Arbitro: | Bobby Madden |

|                                 |           |                             |
| Mark Ramsay 6’ Scott Linton 21’ | Marcatori | 87’ (rig.) Richard Brittain |

| Arbitro: | Brian Colvin |

|                    |           |                                             |
| Andy Barrowman 21’ | Marcatori | 26’ (rig.) Bob Harris 44’ David Weatherston |

| Arbitro: | Stephen Finnie |

|                  |           |                  |
| Grégory Tadé 55’ | Marcatori | 89’ Johnny Flynn |

| Arbitro: | Stevie O'Reilly |

|                                      |           |  |
| Michael Gardyne 46’ Steven Milne 86’ | Marcatori |  |

| Arbitro: | John Beaton |

|  |           |                                  |
|  | Marcatori | 44’ Iain Vigurs 67’ Johnny Flynn |

| Arbitro: | David Somers |

|  |           |                      |
|  | Marcatori | 90'+4’ Martin Hardie |

| Arbitro: | Brian Colvin |

|                       |           |                 |
| Kris Doolan 4’ (rig.) | Marcatori | 37’ Paul Lawson |

| Arbitro: | Anthony Law |

|  |           |                       |
|  | Marcatori | 65’ Leighton McIntosh |

| Arbitro: | Charlie Richmond |

|  |           |                     |
|  | Marcatori | 90'+2’ Johnny Flynn |

| Arbitro: | Crawford Allan |

|                                                     |           |  |
| Scott Morrison 32’ Scott Boyd 83’ Mark Corcoran 89’ | Marcatori |  |

### Scottish Cup
| Arbitro: | David Somers |

|                                                                              |           |                          |
| Gary Miller 29’ Andy Barrowman 45'+2’ Steven Craig 62’ Andy Barrowman 90'+1’ | Marcatori | 80’ (rig.) Mike McKenzie |

| Dundee 8 gennaio 2011, ore 16:00 4º Turno | Dundee Utd    | 0 – 0 referto | Ross County | Tannadice Park (4.041 spett.)\| Arbitro: \| Willie Collum \| |
| Arbitro:                                  | Willie Collum |               |             |                                                              |

| Arbitro: | Willie Collum |

|  |                      |  |
|  | Tiri di rigore 3 – 4 |  |

### Scottish League Cup
| Arbitro: | Stevie O'Reilly |

|                                        |           |                  |
| Paul di Giacomo 37’ Andy Barrowman 69’ | Marcatori | 48’ Iain Russell |

| Arbitro: | Mike Tumilty |

|                                                           |                      |                                                         |
| Michael Gardyne 69’ Richard Brittain 78’ Steven Craig 95’ | Marcatori            | 44’ Darren McGregor 79’ Michael Higdon 92’ Paul McGowan |
|                                                           | Tiri di rigore 7 – 6 |                                                         |

| Arbitro: | Craig Thomson |

|                 |           |                                                    |
| Iain Vigurs 87’ | Marcatori | 61’ (rig.) David Goodwillie 101’ (aut.) Scott Boyd |